# باول إم. دوتي
باول إم. دوتي (بالإنجليزية: Paul M. Doty) هو أستاذ جامعي وكيميائي ومهندس أمريكي، ولد في 1 يونيو 1920 في تشارلستون في الولايات المتحدة، وتوفي في 5 ديسمبر 2011 في كامبريدج في الولايات المتحدة.